# فاکس پلازا
فاکس پلازا (انگلیسی: Fox Plaza) ساختمان ۳۴ طبقه مستقر در شهر لس آنجلس می‌باشد، که در سال ۱۹۸۵ احداث شد.